# Boris Johnson
Boris Johnson (cijelo ime Alexander Boris de Pfeffel Johnson) (New York City, 19. lipnja 1964.) bivši je  britanski novinar, publicist, političar i pisac te bivši gradonačelnik Londona od 2008. do 2016. godine.
Predsjednik je Konzervativne stranke od 23. srpnja 2019. i izabrani Premijer Ujedinjenog Kraljevstva od 24. srpnja 2019. Na izborima za predsjednika stranke 2019. osvojio je 66% glasova pobijedivši time svog protivnika Jeremyja Hunta. Na dužnost Premijera Ujedinjenog Kraljevstva stupa 24. srpnja 2019. Na toj funkciji naslijedio je Theresu May. Na listi Konzervativne stranke u britanski parlament po prvi put ušao je 2001. godine. Pobornik je tzv. one-nation konzervativizma, koji se zalaže za nešto više državne intervencije u društvu.
Kao dugogodišnji javni kritičar Europske unije, sredinom 2016. godine bio je jedan od ključnih figura Vote Leave kampanje koja se zalagala za izlazak Ujedinjenog Kraljevstva iz EU.
Od srpnja 2016. do 2018. godine bio je ministar vanjskih poslova Ujedinjenog Kraljevstva. Na tu dužnost je dao ostavku zbog neslaganja s "mekim" pristupom Brexitu kojega je provodila premijerka Theresa May.
Oženjen je i otac četvoro djece.

## Djela
- The Dream of Rome (HarperCollins, 2006.) ISBN 0007224419
- The New British Revolution (HarperCollins, 2005.) ISBN 0007172257
- Seventy-Two Virgins (HarperCollins, 2004.) ISBN 0007195907
- Lend Me Your Ears (HarperCollins, 2003.) ISBN 0007172249
- Friends, Voters, Countrymen (HarperCollins, 2001.) ISBN 0007119135
- Johnson's Column (Continuum International – Academi) ISBN 0826468551
- How the Romans Ran Europe (nije još izdat) ISBN 0007224419

## Poveznice
- Službena stranica Borisa Johnsona
- Službena stranica »FCO«